# Лустун
Лустун (укр. Лустун) — село в Селятинской сельской общине Вижницкого района Черновицкой области Украины.
До 2020 года входило в Путильский район
Население по переписи 2001 года составляло 234 человека. Почтовый индекс — 59130. Телефонный код — 3738. Код КОАТУУ — 7323583002.